# Кинематограф Лаоса

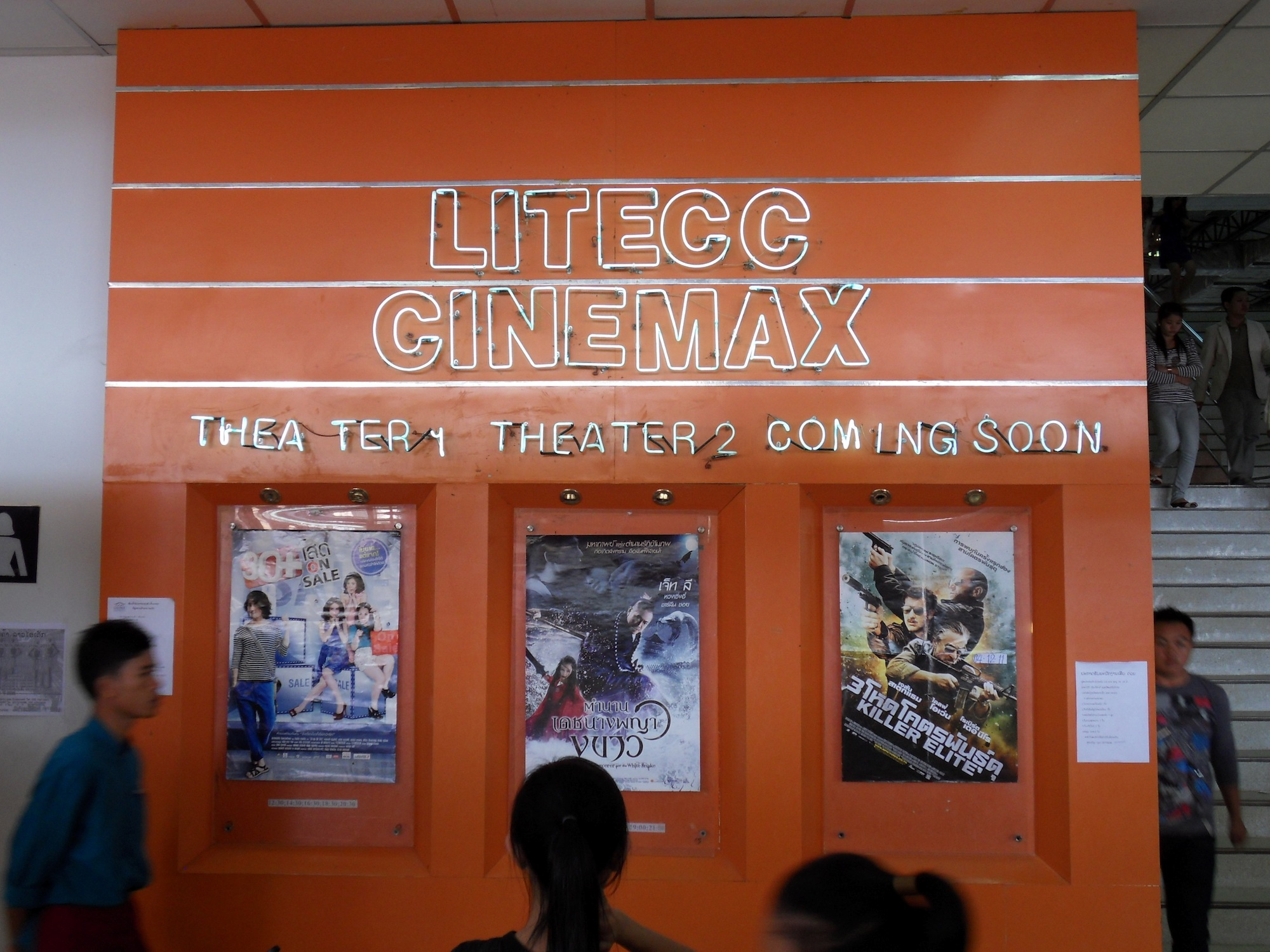
Мультиплекс Литекк во Вьентьяне

Кинематограф Лаоса находится на начальном этапе развития. В стране имеется 50 кинотеатров (среди них — крупнейший киноконцертный зал «Одеон-Рама» во Вьентьяне).

## История

### Сиам и Французский Индокитай
С начала XVIII века земли Лансанга существовали в раздробленном виде и в начале XIX века были завоёваны Сиамом. После того, как Франция в результате нескольких колониальных войн подчинила себе вьетнамские земли, она решила включить в свой состав и Сиам, однако к 1893 году к Французскому Индокитаю ей удалось присоединить лишь разрозненные лаосские территории, которые в таком виде получили статус французского протектората Лаос. Точной демаркации границ между Сиамом и французскими владениями произведено не было, что впоследствии приводило к многочисленным вооружённым конфликтам.
В 1925 году, путешествуя по джунглям северного Сиама, два американца - Мэриан К. Купер и Эрнест Б. Шодсак, в одной из деревень народа лао решили снять фильм о жизни и «необычайных приключениях» местных жителей. В результате трёхгодичных съёмок, в 1927 году ими был создан немой документально-игровой фильм «Чанг: Драма в глуши» (Chang: A Drama of the Wilderness), сопроводительный текст к которому впоследствии написал известный путешественник русского происхождения Ахмед Абдулла. Все актёры в фильме - настоящие лао и играют самих себя.. Место этих съемок находится на границе современного северного Лаоса и Таиланда. В 1929 году фильм был номинирован на первую премию «Оскар», а его авторы через шесть лет сняли своего знаменитого «Кинг-Конга». В 2013 году фильм «Чанг: Драма в глуши» в качестве ретроспективы был показан от Лаоса на Третьем Кинофестивале в Луангпхабанге.

### Королевство Лаос
19 июля 1949 года, в результате распада французской колониальной империи, Лаос получил самоуправление, став ассоциированным членом Индокитайской Федерации.
Наиболее старый из сохранившихся лаосских фильмов - документальный фильм «Khuan Khet Taohom Song Khoueng» (Gathering in the Zone of Two Provinces), снят в 1956 году при помощи вьетнамских кинематографистов.

### Лаосская Народно-Демократическая Республика
Создание национальной кинематографии началось в Лаосе после прихода к власти НРПЛ в 1975 году. Первый лаосский фильм «Новая весна» (1976) был чисто пропагандистским фильмом, полностью сделанным в Пекине с помощью специалистов КНР. Он представляет собой фильм-концерт, посвящённый «освобождению и обновлению» Лаоса.
В 1983 году была сделана попытка выпустить первый лаосский игровой фильм. При помощи вьетнамских кинематографистов в Лаосе был снят фильм «Выстрелы в Долине Кувшинов». Однако власти признали его недостаточно выдержанным идеологически, и он был положен «на полку».
Первым лаосским режиссёром, игровой фильм которого власти разрешили к прокату, стал Сомок Сутипон. В 1988 году он снял чёрно-белый художественный фильм «Буадэнг - Красный Лотос» (ບົວແດງ). Несмотря на существенные трудности, фильм вышел в прокат в Лаосе. Он демонстрировался также в Советском Союзе (1989), Японии (1994), Таиланде (1995), и Камбодже (1997).
После этого последовал двадцатилетний перерыв, в течение которого полнометражные художественные кинофильмы в стране не снимались.
В 2008 году тайский режиссёр Сакчай Динан и режиссёр и директор государственной лаосской медиакомпании «Lao Art Media Company» Анусон Силисакда прервали затишье, сняв в Лаосе совместную тайско-лаосскую романтическую смешную мелодраму «Сабади Луангпрабанг» (ສະບາຍດີ ຫລວງພະບາງ). Её шумный успех способствовал быстрому появлению приквела «Нет ответа из Паксе» (ສະບາຍດີ2 ບໍ່ໄດ້ຮັບຄຳຕອບຈາກປາກເຊ) и сиквела «Лаосская свадьба» (ສະບາຍດີ ວັນວິວາ), а в декабре 2011 года выходу другой комедии — «Бунтан: Потерянный в городе» (ບຸນທັນ «ຄົນດີທີເຂົາລືມ»), про молодого человека из деревни, который приехал во Вьентьян поступать в университет.
После этого полнометражные художественные фильмы в Лаосе стали выходить регулярно.
С 2010 года в стране проходит ежегодный Кинофестиваль в Луангпхабанге, в конкурсной программе которого участвуют лучшие художественные фильмы стран Юго-Восточной Азии.
В 2013 году огромный международный успех и большое количество призов на различных кинофестивалях по всему миру завоевал совместный австралийско-лаосско-тайский фильм «Ракета» (The Rocket / ບັ້ງໄຟ) австралийского режиссёра Кима Мордонта. Этот фильм рассказывает о том, как несчастливый лаосский мальчик изменяет свою судьбу, решив принять участие в традиционном ежегодном лаосском фестивале пиротехнических ракет.

## Кино лаосской диаспоры
В последние годы в США активно работает лаосско-американский режиссёр Тависук Фрасават, который совместно с Эллен Курас снял лаосско-американский документальный фильм «Предательство» (The Betrayal (Nerakhoon)), названный Национальным советом кинокритиков США в числе пяти лучших документальных фильмов 2008 года и номинированный в 2009 году на премию «Независимый дух» за лучший документальный фильм и на премию «Оскар» в номинации «лучший документальный полнометражный фильм», а также получивший в 2010 году Прайм-тайм премию «Эмми» в категории «за исключительные заслуги в области документального кино».